# بانگالو (استرالیا)
بانگالو (به انگلیسی: Bangalow) یک شهرک در استرالیا است که در نیو ساوت ولز واقع شده‌است.